# Fountain Winston
Fountain Winston (* 3. November 1793 in Germantown, Hyde County, North Carolina; † 1. Dezember 1834 in Natchez, Mississippi) war ein US-amerikanischer Politiker. Im Jahr 1832 war er Vizegouverneur des Bundesstaates Mississippi.

## Werdegang
Fountain Wilson war der Sohn des Kongressabgeordneten Joseph Winston (1746–1815) sowie ein Schwager von Robert Williams (1773–1836), der ebenfalls für North Carolina im Repräsentantenhaus der Vereinigten Staaten saß und Gouverneur des Mississippi-Territoriums war. Über seine Schulausbildung und seinen beruflichen Werdegang jenseits der Politik gibt es in den Quellen keine Angaben. In den 1820er Jahren schloss er sich der Bewegung um den späteren Präsidenten Andrew Jackson an und wurde Mitglied der von diesem 1828 gegründeten Demokratischen Partei. In den Jahren 1827 und 1828 gehörte er dem Senat von Mississippi an.
1831 wurde Winston an der Seite von Abram M. Scott zum Vizegouverneur seines Staates gewählt. Dieses Amt bekleidete er seit dem 9. Januar 1832. Noch im selben Jahr wurde durch eine Reform der Staatsverfassung das Amt des Vizegouverneurs von Mississippi abgeschafft. Damit verlor Winston seinen gerade erst errungenen Posten wieder. Das Amt wurde erst im Jahr 1870 durch eine weitere Verfassungsreform wieder eingeführt. Er starb am 1. Dezember 1834 in Natchez.